# Henk van Schaik
Henk van Schaik (Leiden, 20 januari 1998) is een Nederlands voetballer die als verdediger speelt.

## Carrière
Henk van Schaik speelde in de jeugd van LVV Lugdunum, UVS, ADO Den Haag, weer UVS, K.v.v. Quick Boys en weer ADO Den Haag. In het seizoen 2016/17 zat hij twee wedstrijden op de bank bij het eerste elftal van ADO Den Haag, maar kwam niet in actie. In 2017 vertrok hij naar FC Twente, waar hij met Jong FC Twente in het seizoen 2017/18 in de Derde divisie zaterdag speelde. In 2018 werd Jong FC Twente uit de voetbalpiramide gehaald, waardoor er geen perspectief meer was bij FC Twente voor Van Schaik, waarna zijn contract werd ontbonden. Eind oktober 2018 tekende hij na een proefperiode een contract bij het Schotse Livingston FC. Hij debuteerde in de Scottish Premiership op 11 november 2018, in de met 0-0 gelijkgespeelde thuiswedstrijd tegen Celtic FC. Van Schaik kwam in de 90+4e minuut in het veld voor Dolly Menga. In januari 2019 werd hij verhuurd aan Dumbarton dat uitkomt in de Scottish League One. Eind juli 2019 ging hij naar Greenock Morton maar een maand later werd zijn contract alweer ontbonden. In januari 2020 sloot hij bij Jong Almere City FC aan. In augustus 2020 verbond Van Schaik zich voor twee seizoenen aan Eintracht-Trier dat uitkomt in de Oberliga Rheinland-Pfalz/Saar.

### Statistieken
| Seizoen                       | Club                | Land           | Competitie         | Competitie | Competitie | Beker | Beker | Totaal | Totaal |
| Seizoen                       | Club                | Land           | Competitie         | Wed.       | Dlp.       | Wed.  | Dlp.  | Wed.   | Dlp.   |
| ----------------------------- | ------------------- | -------------- | ------------------ | ---------- | ---------- | ----- | ----- | ------ | ------ |
| 2016/17                       | ADO Den Haag        | Nederland      | Eredivisie         | 0          | 0          | 0     | 0     | 0      | 0      |
| 2017/18                       | Jong FC Twente      | Nederland      | Derde divisie zat. | 19         | 3          | –     | –     | 19     | 3      |
| 2018/19                       | Livingston FC       | Schotland      | Premiership        | 1          | 0          | 0     | 0     | 1      | 0      |
| 2018/19                       | → Dumbarton FC      | Schotland      | League One         | 6          | 0          | 0     | 0     | 6      | 0      |
| 2019/20                       | Greenock Morton FC  | Schotland      | Championship       | 1          | 0          | 1     | 0     | 2      | 0      |
| 2019/20                       | Jong Almere City FC | Nederland      | Derde divisie zat. | 3          | 0          | –     | –     | 3      | 0      |
| Carrièretotaal                | Carrièretotaal      | Carrièretotaal | Carrièretotaal     | 30         | 3          | 1     | 0     | 31     | 3      |
| Bijgewerkt op 7 augustus 2020 |                     |                |                    |            |            |       |       |        |        |